# Alaíde Lisboa
Alaíde Lisboa de Oliveira (Lambari, 22 de abril de 1904 - Belo Horizonte, 4 de noviembre de 2006) fue una educadora, periodista, escritora y política brasileña.
Fue miembro de la Academia de Letras de Minas Gerais y profesora emérita de la Universidad Federal de Minas Gerais (UFMG). Escribió varios libros infantiles y de texto, además de ser la primera concejala de Belo Horizonte en 1950.

## Biografía
Nacida el 22 de abril de 1904 en Lambari, Minas Gerais, era hermana de Henriqueta Lisboa. Alaíde estudió en Belo Horizonte, en la Escola de Aperfeiçoamento Pedagógico de Minas Gerais, donde tuvo contacto con la educadora Helena Antipoff.
Se doctoró en Didáctica en la Universidad Federal de Minas Gerais (UFMG), en la que aprobó el examen público para impartir didáctica general y especial. Fue directora de la Facultad de Aplicación de la UFMG durante trece años, subdirectora de la Facultad de Educación así como primera coordinadora de la maestría en educación. Luego de su retiro, Alaíde recibió el título de profesora emérita en la misma institución, por su labor a favor de la educación brasileña.
Su debut en la literatura infantil tuvo lugar en 1938, cuando publicó los textos Bonequinha negra y Bonequinho doce. El primero, tras sucesivas reediciones, ya ha superado la marca de los dos millones de copias vendidas.
Actuó en la política y en 1950 fue elegida concejala del Municipio de Belo Horizonte, convirtiéndose en la primera concejala del municipio.
Fue miembro de la Academia Municipal de Letras de Minas Gerais, la Academia de Letras de Mujeres de Minas Gerais y, en 1995, fue elegida miembro de la Academia de Letras de Mineira. Ha publicado una treintena de libros, entre ensayos literarios, didácticos y pedagógicos. Por su actuación pública y producción literaria y académica, recibió varios premios y distinciones.

## Obras
Alaíde ha escrito varios artículos para revistas y periódicos, así como libros académicos, infantiles y educativos, tales como:
- A poesia nos cursos primários;
- Comunicação em prosa e verso;
- Ensino de língua e literatura;
- Educação e língua;
- Poesia na escola;
- Bonequinha doce;
- Bonequinha preta;
- Gato que te quero gato;
- Meu coração.

## Fallecimiento
Alaíde murió el 4 de noviembre de 2006, a la edad de 102 años.